# سومبرف
شهر سومبرف (به فرانسوی: Sombreffe) در شهرستان نمور  در استان نمور  در منطقه فدرال والوون در کشور بلژیک واقع شده‌است.